# Dactylosporaceae
Dactylosporaceae är en familj av lavar. Dactylosporaceae ingår i ordningen Lecanorales, klassen Lecanoromycetes, divisionen sporsäcksvampar och riket svampar.
|                  | Sarrameanaceae                                                 |
|                  |                                                                |
|                  | Hymeneliaceae                                                  |
|                  |                                                                |
|                  | Brigantiaeaceae                                                |
|                  |                                                                |
|                  | Arctomiaceae                                                   |
|                  |                                                                |
|                  | Stereocaulaceae                                                |
|                  |                                                                |
|                  | Sphaerophoraceae                                               |
|                  |                                                                |
|                  | Scoliciosporaceae                                              |
|                  |                                                                |
|                  | Ramalinaceae                                                   |
|                  |                                                                |
|                  | Psoraceae                                                      |
|                  |                                                                |
|                  | Pilocarpaceae                                                  |
|                  |                                                                |
|                  | Parmeliaceae                                                   |
|                  |                                                                |
|                  | Mycoblastaceae                                                 |
|                  |                                                                |
|                  | Miltideaceae                                                   |
|                  |                                                                |
|                  | Megalariaceae                                                  |
|                  |                                                                |
|                  | Lecanoraceae                                                   |
|                  |                                                                |
|                  | Haematommataceae                                               |
|                  |                                                                |
|                  | Gypsoplacaceae                                                 |
|                  |                                                                |
|                  | Cladoniaceae                                                   |
|                  |                                                                |
|                  | Catillariaceae                                                 |
|                  |                                                                |
|                  | Biatorellaceae                                                 |
|                  |                                                                |
|                  | Ectolechiaceae                                                 |
|                  |                                                                |
| Dactylosporaceae | \| \| Dactylospora \| \| \| \| \| \| Paruephaedria \| \| \| \| |
|                  | \| \| Dactylospora \| \| \| \| \| \| Paruephaedria \| \| \| \| |
|                  | Crocyniaceae                                                   |
|                  |                                                                |
|                  | Calycidiaceae                                                  |
|                  |                                                                |
|                  | Tephromelataceae                                               |
|                  |                                                                |
|                  | Aphanopsidaceae                                                |
|                  |                                                                |
|                  | Myochroidea                                                    |
|                  |                                                                |
|                  | Strangospora                                                   |
|                  |                                                                |
|                  | Dactylospora                                                   |
|                  |                                                                |
|                  | Paruephaedria                                                  |
|                  |                                                                |

|  | Dactylospora  |
|  |               |
|  | Paruephaedria |
|  |               |